# Laia (Salvador Espriu)
Laia és la tercera novel·la de l'escriptor català Salvador Espriu. Fou escrita el 1932, quan l'autor només tenia 18 anys.
Aquesta obra relata situacions amoroses, seductores i enigmàtiques d'una figura femenina, Laia, la qual viu en un bell poble mariner. Tot això serveix com a indici per mostrar un ambient determinat i una gran varietat humana.
La novel·la és, en la seva essència, una passejada per la vida de Laia, tractant la seva evolució en tres moments ben diferenciats: infantesa, joventut i maduresa. Aquests moments n'inclouen d'altres, com ara el seu casament i el naixement i mort del seu fill. El relat de la vida de la protagonista fa una aproximació a les diferents vides i circumstàncies d'altres personatges del poble, ben sovint amb caire trist i malenconiós. Espriu fa una immersió total en el poble mariner i transporta el lector dins la seua dinàmica i ambients. Un conjunt entrelligat de situacions i relacions personals al voltant de Laia, que van enfosquint-se i cada cop fent-se més passionals i violentes. Tot això serveix com a indici per a mostrar un ambient determinat i una gran varietat de relacions humanes.
L'any 1970 va ser duta al cinema pel director Vicent Lluch, i interpretada per Paco Rabal i Núria Espert, amb el títol homònim al del llibre.
El novembre de 2015, el director Lluís Danés va dirigir una adaptació per a televisió que Televisió de Catalunya va estrenar el 15 de setembre de 2016. El rodatge de la pel·lícula va fer-se a Arenys de Mar amb una important col·laboració de veïns per recrear la mítica Sinera.